# Briga Superiore
Briga Superiore is een plaats (frazione) in de Italiaanse stad Messina.